# Kočkodan
Kočkodani  je společný český název pro pět rodů Allenopithecus, Cercopithecus, Erythrocebus, Chlorocebus a Miopithecus. Jsou to úzkonosí primáti z čeledi kočkodanovití, menší až středně velké opice obývající rozmanité ekosystémy subsaharské Afriky.

## Popis
Všichni kočkodani mají poměrně štíhlý trup, dlouhé a štíhlé končetiny a dlouhý neredukovaný ocas, mají průměrnou hmotnost od 3 do 7 kg. Žijí v rozlehlých a rozličných oblastech Afriky jižně od Sahary, a jsou k tomuto životu různě přizpůsobeni. Většina kočkodanů, až na kočkodana husarského, nejrychlejšího běžce mezi primáty, je více či méně uzpůsobena výrazně delšími zadními končetinami k životu na stromech. Lebku mají poměrně štíhlou a čelisti, v porovnání s ostatními kočkodanovitými, kratší. Pohlavní dimorfismus se projevuje především délkou špičáků a velikosti těla, i když rozdílnost ve velikosti není tak patrná, jako u paviánů.
Vytvářejí komunity složené z několika jedinců, a to jak v rámci jednoho druhu, tak i mezidruhově, například s mandrily, mangabeji nebo guerézami. Vyspělá ekologická diferenciace je pro takováto uskupení nezbytností. Sympatrický výskyt kočkodana muido, kočkodana pruhohřbetého a kočkodana bělonosého s mandrily není výjimečností. Nekonkurují si ani způsobem a frekvencí využívání jednotlivých stromových pater, ani potravním druhem. Kočkodan pruhohřbetý žije především v horních patrech korun stromů, je výrazně plodožravý, loví pohyblivý hmyz a téměř vůbec nepojídá listy. Kočkodan bělonosý je vázán svým výskytem na střední patra korun, živí se listy, květy a loví pohybující se i ukrytý hmyz. Kočkodan muldo obývá spodní patra korun, občas sestupuje i na zem, převážnou část jídelníčku mu tvoří listy, konzumuje méně plodů a zřídka kdy hmyz.
Typickým znakem kočkodanů je pohyb po všech čtyřech končetinách, a to i ve větvích. Toto kočkodani ovládají nejlépe ze všech druhů opic. Dlouhý ocas jim pak pomáhá při skocích. Všeobecně kočkodanům jako potrava slouží hlavně ovoce, semena, listy, traviny, kořínky drobní živočichové, ptáci, savci, ještěrky.
Pohlavní zralosti dosahují samice zhruba ve 4 a půl letech, samci pak v pěti letech. Doba březosti je asi 165 dní. Kočkodani se mohou dožívat až třiceti let.
Zajímavým znakem kočkodanů je obranná strategie proti predátorům. Mají značně rozvinutou komunikaci. Byl pozorován u některých jedinců primitivní „jazyk“, kdy na určitý zvukový signál reagovali všichni jedinci, až na mláďata, v tlupě obdobně. Tento akustický signál se však dle oblastí liší. Varování kočkodana obecného žijícího v Senegalu nerozumí kočkodani obecní žijící v Malawi. Pozoruhodné může být i to, že hlídkující jedinec svými projevy přitahuje pozornost dravce a poskytuje tím drahocenný čas ostatním. Úkryt nacházejí nejen v zeleném baldachýnu, ale někteří kočkodani jsou dobrými plavci a před predátory skáčou do vody. Kočkodani talapoini se dravcům dokonce aktivně a mnohdy úspěšně brání.

## Rozdělení
Uvedených pět rodů tvoří tribus kočkodani, který lze rozdělit podle místa výskytu do tří skupin:
- pralesní kočkodani, kterou tvoří rody Allenopithecus, Cercopithecus a Miopithecus,
- lesostepní kočkodani rodu Chlorocebus,
- savanoví kočkodani rodu Erythrocebus.